# Danh sách điểm cực trị của Việt Nam
Các điểm cực trị của Việt Nam là các địa điểm có tọa độ xa nhất về phía bắc, nam, đông và phía tây của Việt Nam khi so với bất kỳ vị trí nào khác trên lãnh thổ của đất nước, và là các địa điểm có độ cao cao nhất và thấp nhất của Việt Nam. Điểm cực bắc và điểm cực tây nằm trên đất liền, do Việt Nam nằm ở phía đông và ôm lấy bán đảo Đông Dương. Điểm cực nam và điểm cực đông đều tiếp cận biển. Tuy lãnh thổ không rộng lớn nhưng hình dáng kéo dài theo hướng bắc nam khiến cho khoảng cách hai điểm cực bắc và điểm cực nam cách xa khoảng 1.650 km. Hầu hết điểm cực không có tình trạng tranh chấp với nước khác, tất cả đều sở hữu và quản lý bởi Việt Nam. Duy nhất, điểm cực đá Tiên Nữ hiện tranh chấp với Philippines, Trung Quốc và Đài Loan, và có tuyên bố chủ quyền từ những nước này, nhưng nằm dưới sự quản lý thực tế của Việt Nam.
Vĩ độ và kinh độ được biểu thị bằng ký hiệu độ thập phân, trong đó giá trị vĩ độ dương biểu thị bán cầu bắc và giá trị âm biểu thị bán cầu nam. Tương tự, giá trị kinh độ dương biểu thị bán cầu đông và giá trị âm biểu thị bán cầu tây. Các tọa độ được sử dụng trong bài viết này có nguồn gốc từ Google Earth, sử dụng hệ thống tham chiếu trắc địa WGS84. Ngoài ra, giá trị độ cao âm biểu thị cho vùng đất dưới mực nước biển.

## Địa điểm cực trị
Trong các điểm cực trị trên đất liền thì có hai điểm cực nằm ở miền Bắc Việt Nam, điểm đặc biệt là một trong số đó, ở hướng tây, nằm ở ngã ba tiếp giáp của ba nước. Hai điểm cực trên đất liền còn lại nằm ở miền Nam Việt Nam và đều tiếp giáp với biển chứ không phải biên giới.
Ghi chú màu:
      Điểm cực trị trong đất liền (2)
      Điểm cực trị ven biển (2)
      Điểm cực trị trên biển (3)
| # | Tiêu đề              | Vị trí                                                                     | Đơn vị hành chính | Đơn vị giáp ranh                                              | Tọa độ                                                                                                 | Chú thích   | Hình                    |
| - | -------------------- | -------------------------------------------------------------------------- | ----------------- | ------------------------------------------------------------- | --- | ----------- | ----------------------- |
| 1 | Cực Bắc              | xã Lũng Cú, huyện Đồng Văn                                                 | Tỉnh Hà Giang     | Vân Nam, Trung Quốc                                           | 23°23′33″B 105°19′24″Đ / 23,392505°B 105,32324°Đ (23°23′33″B 105°19′23,7″Đ / 23,3925°B 105,31667°Đ)    | [ 2 ]       | Cột cờ Lũng Cú.         |
| 2 | Cực Tây (đất liền)   | A Pa Chải - Tá Miếu, xã Sín Thầu, huyện Mường Nhé                          | Tỉnh Điện Biên    | Ngã ba biên giới Việt-Trung-Lào (Điện Biên-Vân Nam-Phongsaly) | 22°24′03″B 102°08′38″Đ / 22,400734°B 102,14394°Đ (22°24′2,6″B 102°08′38,2″Đ / 22,4°B 102,13333°Đ)      | [ 4 ]       | Cột mốc số 0 A Pa Chải. |
| 3 | Cực Tây (trên biển)  | Bờ phía tây Đảo Thổ Chu, quần đảo Thổ Chu, xã Thổ Châu, thành phố Phú Quốc | Tỉnh Kiên Giang   | vịnh Thái Lan                                                 | 9°18′15″B 103°27′31″Đ / 9,304099°B 103,458545°Đ (9°18′14,8″B 103°27′30,8″Đ / 9,3°B 103,45°Đ)           |             |                         |
| 4 | Cực Nam (đất liền)   | Xóm Rẫy, xã Đất Mũi, huyện Ngọc Hiển                                       | Tỉnh Cà Mau       | Biển Đông                                                     | 8°33′46″B 104°49′54″Đ / 8,562722°B 104,831707°Đ (8°33′45,8″B 104°49′54,2″Đ / 8,55°B 104,81667°Đ)       | [ 5 ]       | Tượng đài Mũi Cà Mau    |
| 5 | Cực Nam (trên biển)  | An Bang, quần đảo Trường Sa, huyện Trường Sa                               | Tỉnh Khánh Hòa    | Biển Đông                                                     | 7°53′32″B 112°55′16″Đ / 7,892096°B 112,921211°Đ (7°53′31,6″B 112°55′16,4″Đ / 7,88333°B 112,91667°Đ)    | [ 6 ]       |                         |
| 6 | Cực Đông (đất liền)  | Mũi Đôi trên bán đảo Hòn Gốm, xã Vạn Thạnh, huyện Vạn Ninh                 | Tỉnh Khánh Hòa    | Biển Đông                                                     | 12°38′54″B 109°27′42″Đ / 12,6483756°B 109,4616339°Đ (12°38′54,2″B 109°27′41,9″Đ / 12,63333°B 109,45°Đ) | [ 7 ]       | Mũi Đôi.                |
| 7 | Cực Đông (trên biển) | Hải đăng Tiên Nữ, quần đảo Trường Sa, huyện Trường Sa                      | Tỉnh Khánh Hòa    | Biển Đông                                                     | 8°52′16″B 114°40′51″Đ / 8,871139°B 114,680778°Đ (8°52′16,1″B 114°40′50,8″Đ / 8,86667°B 114,66667°Đ)    | [ 8 ] [ 9 ] | Đá Tiên Nữ.             |

## Độ cao cực trị
| # | Giá trị cực đại | Tên      | Độ cao    | Vị trí                                   | Đơn vị hành chính                     | Tọa độ                                            | Chú thích            | Hình                      |
| - | --------------- | -------- | --------- | ---------------------------------------- | ------------------------------------- | ------------------------------------------------- | -------------------- | ------------------------- |
| 1 | Cao nhất        | Fansipan | 3.147,3 m | Dãy núi Hoàng Liên Sơn, tây bắc Việt Nam | Nằm giáp hai tỉnh Lào Cai và Lai Châu | 22°18′15″B 103°46′37″Đ / 22,304276°B 103,777063°Đ | [ 10 ]               | Fansipan                  |
| 2 | Thấp nhất       | mặt biển | 0 m       | Biển Đông                                | không                                 | không tính                                        | [ 11 ] [ 12 ] [ 13 ] | biển Đông, vị trí mũi Né. |